# Puget-Sound-Krieg
Der Puget-Sound-Krieg war eine bewaffnete Auseinandersetzung zwischen der Armee der Vereinigten Staaten und mehreren Indianergruppen am Puget Sound im Westen des Bundesstaats Washington in den Jahren 1855 und 1856. Auf indianischer Seite waren Teile der Nisqually, Muckleshoot, Puyallup und der Klickitat beteiligt, aber auch Yakama. Außerdem gerieten auch Gruppen von Haida und Tlingit mit in den Konflikt, während sie auf einem Raubzug zur Beschaffung von Sklaven waren. In dem Gefecht von Port Gamble wurden zahlreiche Krieger von der Besatzung des US-Kriegsschiffs USS Massachusetts getötet. Im folgenden Jahr unternahmen die Indianer einen Rachefeldzug gegen Whidbey Island, wo sie Colonel Isaac Ebey töteten.
Diese Konflikte sind Teil einer größeren Auseinandersetzung, die mit dem Yakima-Krieg und der Schlacht um Seattle in schwer fassbarem Zusammenhang standen. Rechtsgeschichtlich spielte die Hinrichtung des Nisqually-Häuptlings als Verbrecher eine Rolle, obwohl er sich selbst im Krieg mit den Vereinigten Staaten sah.

## Kriegsverlauf
Auslöser des Krieges war der Vertrag von Medicine Creek von 1854. Hierin hatte der Gouverneur des Washington-Territoriums Isaac Stevens festgeschrieben, dass die Stämme ihr Land verlassen sollten, um in ein anderes Gebiet zu ziehen. Chief Leschi, der Häuptling der Nisqually, zog es vor, um sein Land zu kämpfen. Die Kämpfe begannen im Oktober 1855, als Eaton’s Rangers, eine Freiwilligentruppe unter Captain Charles Eaton, mit den Nisqually zusammenstießen, und zwei von ihnen ums Leben kamen. Der Gouverneur entsandte sofort eine Kompanie, um Leschi nach Olympia zu bringen, der Hauptstadt. John Swan verhandelte mit dem Häuptling und suchte ihn dazu in einem versteckten Lager auf. Er schätzte die Gruppe auf 150 bis 200 Krieger, von denen vielleicht 20 von der Ostseite des Küstengebirges stammten, also vermutlich Yakama waren.
Es folgten mehrere Scharmützel, Stevens drohte mit einem Ausrottungskrieg gegen Puget-Sound-Indianer wie Yakama. Leschi wurde im November 1856 gefangen genommen und nach Fort Steilacoom (heute in Lakewood) verbracht. Er wurde wegen des Mordes an Abram Benton Moses angeklagt, einem der beiden Toten aus dem ersten Gefecht. Während des ersten Verfahrens glaubten zehn der zwölf Geschworenen nicht an die Zuständigkeit des Gerichts für diesen Fall, denn es handelte sich ihrer Meinung nach um Kriegstaten. In einem zweiten Verfahren wurde Leschi, trotz erheblicher Zweifel, ob er überhaupt am Tatort gewesen war, wegen Mordes zum Tod verurteilt. Er wurde am 19. Februar 1858 gehängt.